# Mohl Dávid
Mohl Dávid (Székesfehérvár, 1985. április 22. –) magyar bal oldali védő, a Fehérvár játékosa.

## Pályafutása
Junior éveiben az FC Fehérvárban játszott. Később kisebb kitérőt tett Ausztriába, majd visszatért korábbi klubjába.
2009 nyarán  négyéves szerződést írt alá a bajnoki címvédő Debrecen csapatával. 2010 augusztusában egy évre kölcsönbe került a Kecskeméthez. 2011 nyarán végleg a Kecskemét játékosa lett, 2 évre írt alá. 2012 augusztusában a DVSC kölcsönvette a Club Brugge elleni Európa-liga párharc erejéig.

## Pályafutása statisztikái
| Klub          | Szezon  | Bajnokság | Bajnokság | Kupa  | Kupa | Ligakupa | Ligakupa | Európa | Európa | Összesen | Összesen |
| Klub          | Szezon  | Mérk.     | Gól       | Mérk. | Gól  | Mérk.    | Gól      | Mérk.  | Gól    | Mérk.    | Gól      |
| ------------- | ------- | --------- | --------- | ----- | ---- | -------- | -------- | ------ | ------ | -------- | -------- |
| Újpest FC     | 2016–17 | 27        | 1         | 6     | 1    | —        | —        | —      | —      | 33       | 2        |
| Újpest FC     | 2015–16 | 30        | 1         | 7     | 2    | —        | —        | —      | —      | 37       | 3        |
| Pécsi MFC     | 2014–15 | 14        | 2         | 1     | 0    | —        | —        | —      | —      | 15       | 2        |
| Pécsi MFC     | 2013–14 | 26        | 4         | 4     | 1    | —        | —        | —      | —      | 30       | 5        |
| Kecskeméti TE | 2012–13 | 19        | 5         | —     | —    | —        | —        | —      | —      | 19       | 5        |
| Debreceni VSC | 2012–13 | —         | —         | —     | —    | —        | —        | 2      | 0      | 2        | 0        |
| Kecskeméti TE | 2011–12 | 24        | 1         | 1     | 1    | 8        | 1        | 2      | 0      | 35       | 3        |
| Kecskeméti TE | 2010–11 | 22        | 1         | 7     | 0    | 2        | 0        | —      | —      | 31       | 1        |
| Debreceni VSC | 2009–10 | 1         | 0         | —     | —    | —        | —        | —      | —      | 1        | 0        |
| FC Fehérvár   | 2008–09 | 20        | 0         | 3     | 0    | 9        | 1        | —      | —      | 32       | 1        |
| FC Fehérvár   | 2007–08 | 28        | 0         | 4     | 0    | 13       | 0        | —      | —      | 45       | 0        |
| FC Fehérvár   | 2006–07 | 24        | 2         | 1     | 0    | —        | —        | —      | —      | 25       | 2        |
| Összesen      |         | 235       | 17        | 34    | 5    | 32       | 2        | 4      | 0      | 305      | 22       |

Utolsó elszámolt mérkőzés dátuma: 2017. április 22.

## Sikerei, díjai
FC Fehérvár:
- Ligakupa: 
  - győztes (2): 2007–08, 2008–09

Debreceni VSC:
- Magyar bajnokság
  - győztes (1): 2009–10
- Magyar labdarúgókupa
  - győztes (1): 2009–10
- Ligakupa
  - győztes (1): 2009–10
- Magyar labdarúgó-szuperkupa
  - győztes (1): 2010

Kecskeméti TE:
- Magyar labdarúgókupa
  - győztes (1): 2010–11

## Külső hivatkozások
- Profilja a HLSZ.hu-n (magyarul)